# Chorisiva

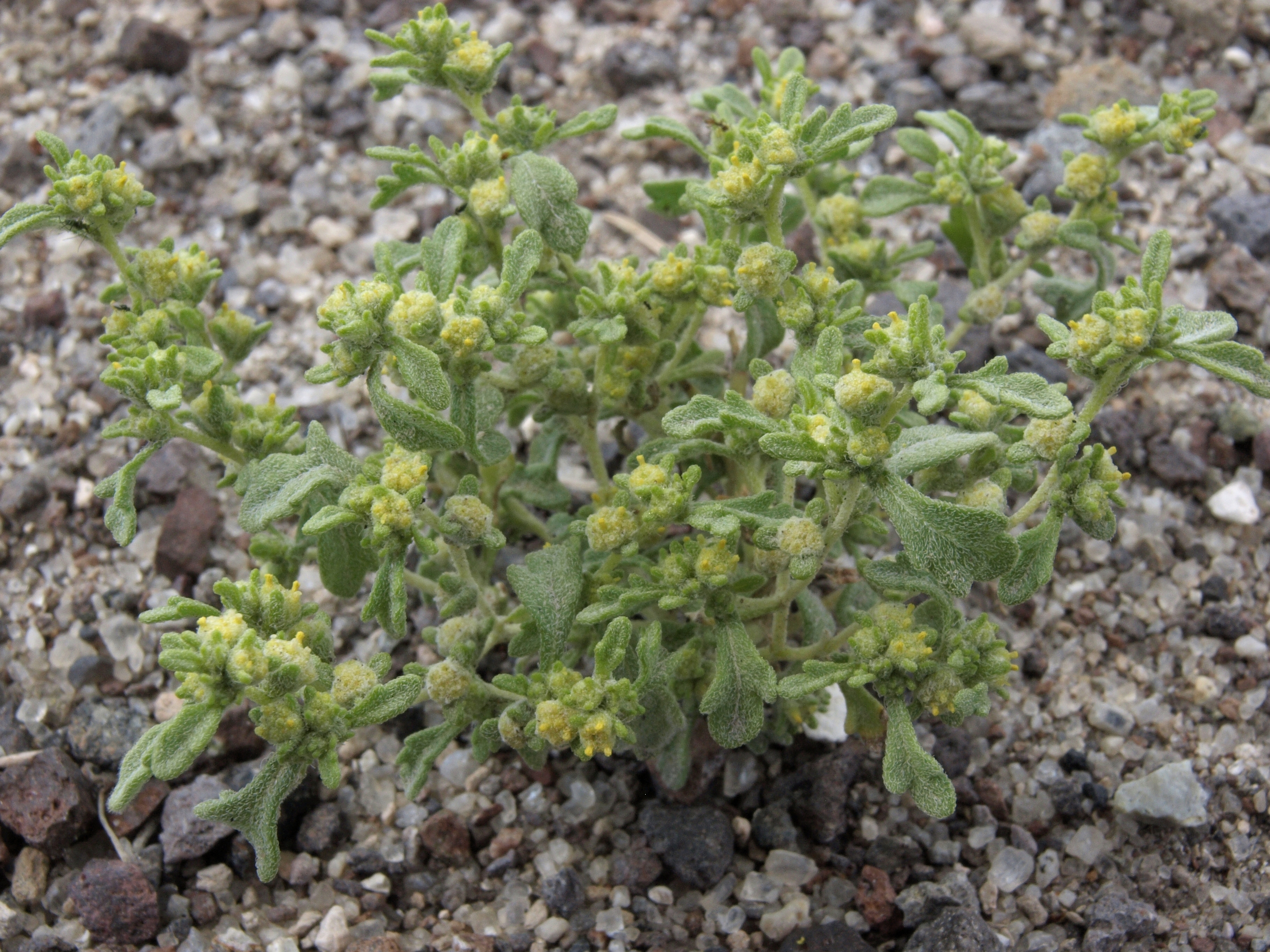
Chorisiva nevadensis (Sinónimos: Euphrosyne nevadensis, Iva nevadensis), Montañas Blancas, Nevada, Estados Unidos, elevación 1830 m (Jim Morefield, 2011)

Chorisiva es un género de plantas de la familia del girasol o asteráceas, dentro de la tribu Heliantheae.
Se conoce solamente una especie Chorisiva nevadensis, endémica de los Estados Unidos occidentales: Nevada, California oriental, específicamente en los condados de Inyo y Mono .

## Descripción
Hojas: pecíolos de 2-20 mm; cuchillas de 5-20 × 5-15 mm en general, lóbulos de 1-1.5 mm de ancho. Pedúnculos 0.5-5 + mm. Implica 2-5 + mm de alto. Filarias: exterior 3 ± escabroso, interior escarioso a membranoso. Pálea de 1.5-2 mm. Floretes con pistilato: corolas 0.5-1 + mm, ± estriguloso. Floretes funcionalmente estaminados: corolas de 1.5-2 mm. Cipsela 1.5-2 mm. Florece de mayo a octubre. Pisos arenosos o de grava, lavados, generalmente suelos alcalinos;Elevación 1000-2200 m.

### Composición química
Investigaciones realizadas por (Farkas et al, 1966) en algunas especies del género Iva, permitieron aislar del extracto en cloroformo de Iva nevadensis dos pseudoguianólidos (partenina y coronopilina) y tres 5,7 dihidróxi flavonas (hispidulina, pectolinarigenina y nevadesina).